# 马斯·安诺生
马斯·安诺生（丹麥語：Mads Andersen，1978年3月25日—），丹麦男子赛艇运动员。他曾代表丹麦参加2008年夏季奥林匹克运动会赛艇比赛，获得男子轻量级四人单桨无舵手金牌。